# Józef Maksymilian Lubomirski
Furst Józef Maksymilian Lubomirski, född den 25 augusti 1839, död den 16 april 1911, var en polsk författare.
Lubomirski var i sin ungdom page hos tsar Nikolaus I och bosatte sig 1877 i Paris, där han sysslade med skönlitterärt och historiskt författarskap. Bland hans skrifter märks Souvenirs d'un page du tsar Nicolas (1869), romanen Chaste et infâme (1875), Les grandes rivalités: l'empire de Russie et l'empire d'Allemagne (1876) samt det värdefulla historiska arbetet De Sébastopol à Solferino (1891).